# Obélisque de la frontière
L'obélisque de la frontière est un obélisque située à la frontière entre la partie française et la partie néerlandaise  de l'île de Saint-Martin, dans les Antilles.

## Historique
Après l'abandon de l'île par les Espagnols, en 1648, les familles françaises et hollandaises qui s'étaient installées dans les montagnes pour cultiver le manioc et le tabac, demandèrent à leurs gouvernements respectifs d'en prendre possession. Les Hollandais arrivèrent les premiers et tentèrent d'empêcher le débarquement des Français. Le Chevalier Philippe de Longvilliers de Poincy, gouverneur de Saint-Christophe, organisa alors une arrivée en force, avec une troupe constituée de 300 hommes. Les deux nations conclurent un traité de coopération, le traité de Concordia, le 23 mars 1648, sur le Mont des Accords, partageant l'île en deux parties. La légende raconte que les limites de la frontière furent décidées après une course entre deux coureurs de chaque nation. Le Nord, représentant les deux tiers de l'île, est revenu aux Français, le Sud, aux Néerlandais. Le traité de 1648 permettant la libre circulation des biens et des personnes entre les deux parties de l'île est toujours en vigueur et le passage de la très symbolique frontière est seulement indiqué par un obélisque édifié en 1948, lors de la commémoration des 300 ans de cohabitation pacifique des deux nations.